# Single numer jeden w roku 2004 (USA)

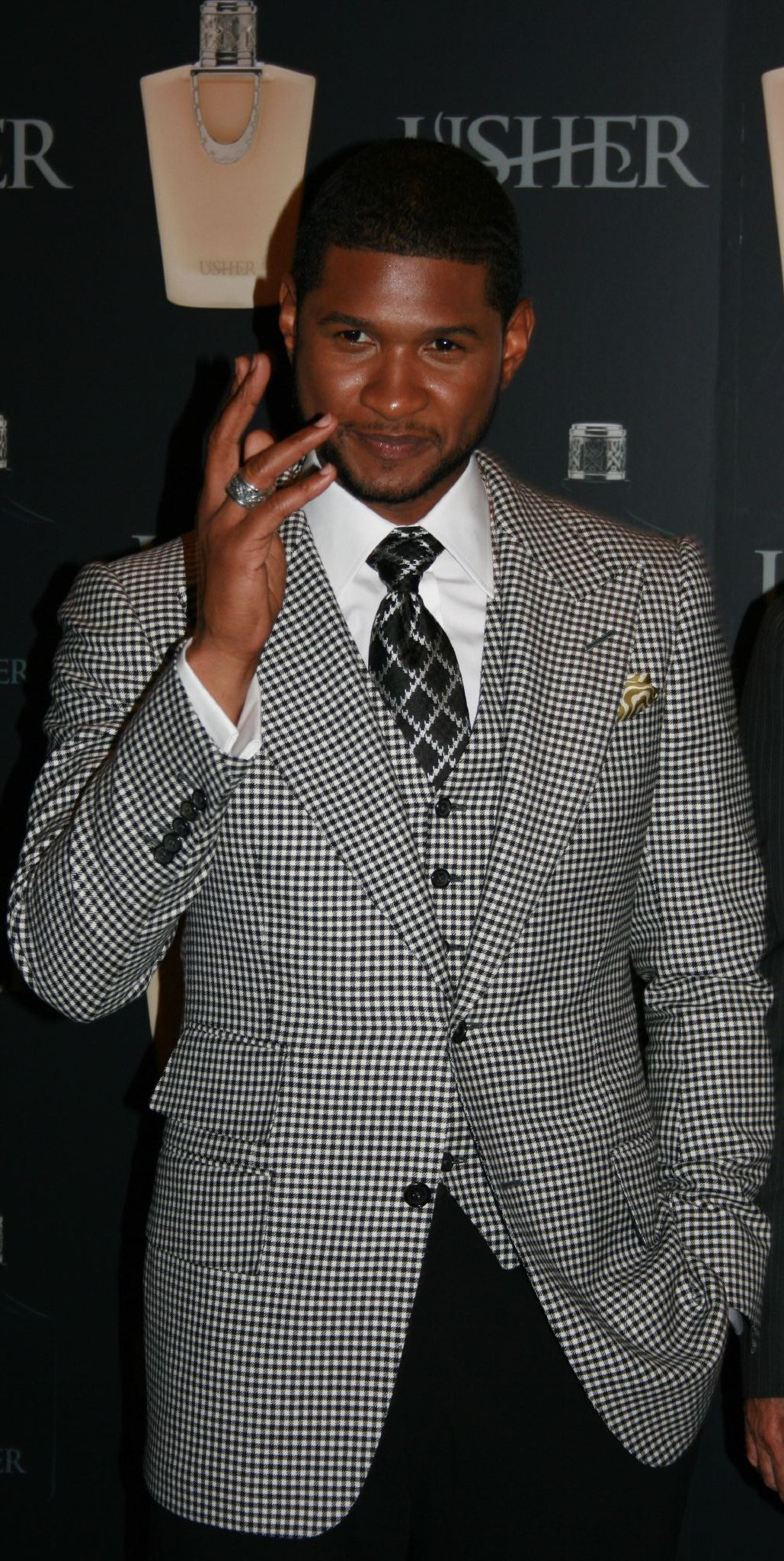
Usher ustanowił dwa nowe rekordy Billboardu czterema singlami na szczycie listy, które w sumie spędziły na miejscu 1. dwadzieścia siedem tygodni.

Notowanie Billboard Hot 100 przedstawia najlepiej sprzedające się single w Stanach Zjednoczonych. Publikowane jest ono przez magazyn Billboard, a dane kompletowane są przez Nielsen SoundScan w oparciu o cotygodniowe wyniki sprzedaży cyfrowej oraz fizycznej singli, a także częstotliwość emitowania piosenek na antenach stacji radiowych. W 2004 roku 11 singli uplasowało się na szczycie. Mimo iż 12 piosenek zajęło pozycję 1., utwór "Hey Ya!" OutKast nie jest wliczany, gdyż osiągnął najwyższe miejsce już w 2003 roku.
W 2004 roku trzynastu artystów po raz pierwszy w karierze uplasowało się na szczycie Billboard Hot 100, w tym m.in.: Ciara, Jamie Foxx, Lil Jon, Petey Pablo, Pharell i Kanye West. Barrino i Ciara były jedynymi artystkami tego roku, których debiutanckie single zajęły miejsce 1. Cztery utwory Ushera oraz dwa OutKast wspięły się na 1. pozycję listy. W 2004 roku siedem utworów nagranych w kolaboracjach stało się singlami numer jeden, wyrównując tym samym rekord z 2003 roku.
"Yeah!" Ushera był najdłużej utrzymującym się na szczycie listy singlem, pozostając na nim przez dwanaście nieprzerwanych tygodni. "Yeah!" został zastąpiony na czele przez inny utwór artysty, "Burn", który na pozycji 1. utrzymał się przez osiem tygodni. Innymi piosenkami, które spędziły na miejscu 1. kilka tygodni były "Goodies" Ciary i Peteya Pablo (7 tygodni) oraz "My Boo" Ushera i Alicii Keys (6 tygodni).
Usher okazał się najpopularniejszym artystą roku pod względem sukcesu w notowaniach. Jego cztery utwory uplasowały się na szczycie Billboard Hot 100: "Yeah!", "Burn", "Confessions Part II" oraz "My Boo". Był on jedynym wykonawcą 2004 roku, który wydał aż cztery hity numer jeden. Złamał on również rekord zespołu The Beatles, którego trzy piosenki zajęły miejsca 1. w Stanach Zjednoczonych w 1964 roku. W sumie jego single spędziły na czele 27 tygodni, a sam artysta pobił rekord 26 tygodni na szczycie ustanowiony w 1940 roku przez Glenn Miller and His Orchestra. "Yeah!" został uznany najpopularniejszym utworem roku i umieszczony na czele listy Top Hot 100 Hits of 2004, podsumowującej cały rok w muzyce.

## Historia notowania

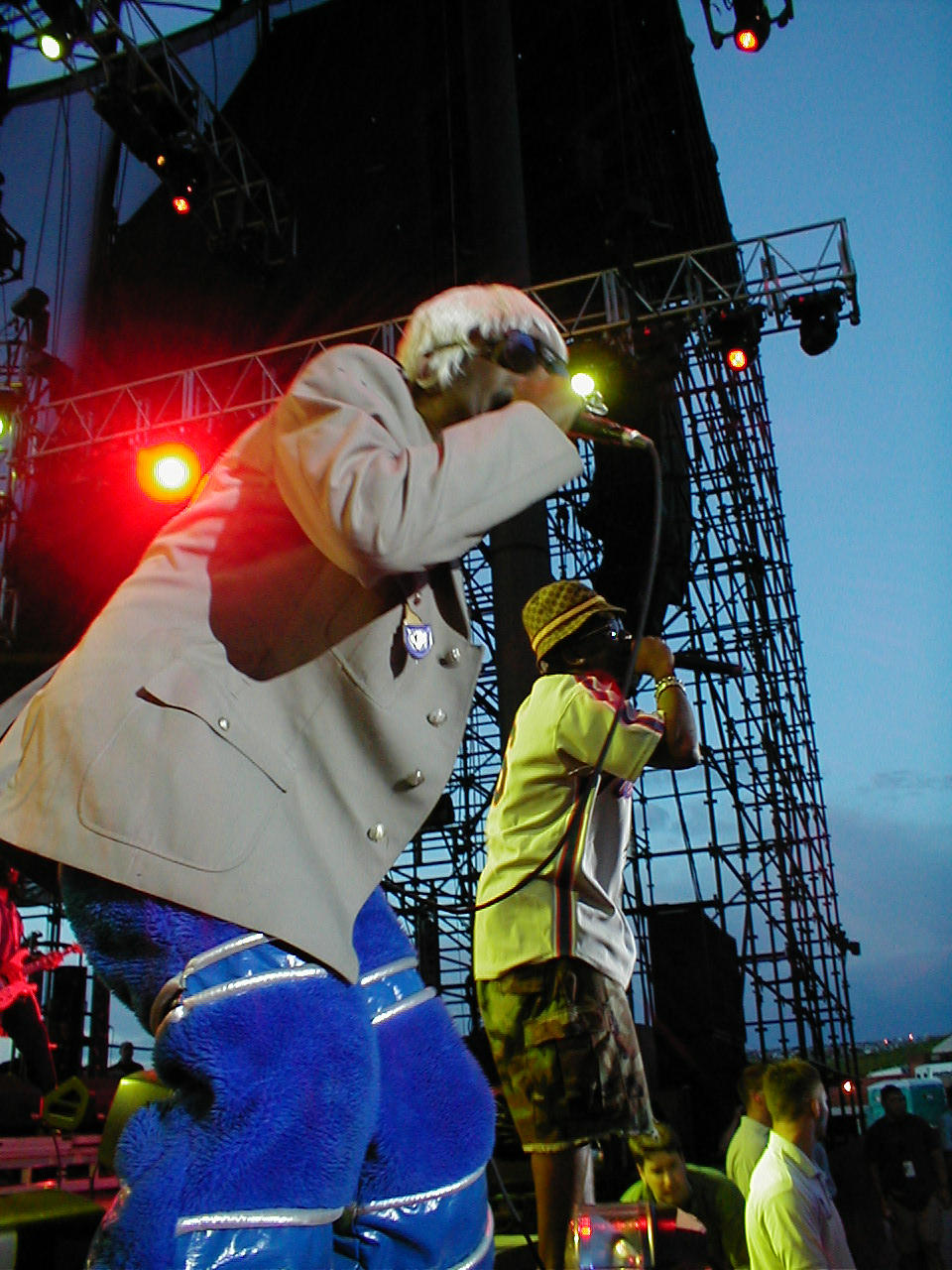
Piosenka "Hey Ya!" OutKast została zastąpiona na szczycie listy przez inny utwór zespołu, "The Way You Move".

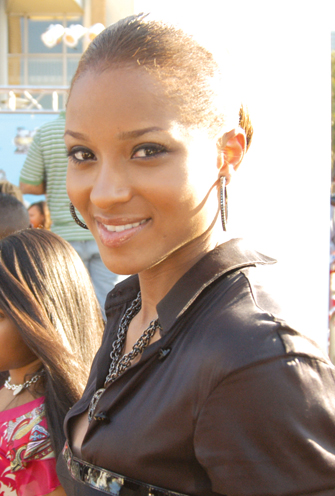
Pierwszy singel numer jeden w karierze Ciary, "Goodies", pozostawał na szczycie Hot 100 przez siedem tygodni.

| Data publikacji | Piosenka                | Artysta                                  | Źródła |
| --------------- | ----------------------- | ---------------------------------------- | ------ |
| 3 stycznia      | "Hey Ya!"               | OutKast                                  | [ 10 ] |
| 10 stycznia     | "Hey Ya!"               | OutKast                                  | [ 11 ] |
| 17 stycznia     | "Hey Ya!"               | OutKast                                  | [ 12 ] |
| 24 stycznia     | "Hey Ya!"               | OutKast                                  | [ 13 ] |
| 31 stycznia     | "Hey Ya!"               | OutKast                                  | [ 14 ] |
| 7 lutego        | "Hey Ya!"               | OutKast                                  | [ 15 ] |
| 14 lutego       | "The Way You Move"      | OutKast featuring Sleepy Brown           | [ 16 ] |
| 21 lutego       | "Slow Jamz"             | Twista featuring Kanye West i Jamie Foxx | [ 17 ] |
| 28 lutego       | "Yeah!"                 | Usher featuring Lil Jon i Ludacris       | [ 18 ] |
| 6 marca         | "Yeah!"                 | Usher featuring Lil Jon i Ludacris       | [ 19 ] |
| 13 marca        | "Yeah!"                 | Usher featuring Lil Jon i Ludacris       | [ 20 ] |
| 20 marca        | "Yeah!"                 | Usher featuring Lil Jon i Ludacris       | [ 21 ] |
| 27 marca        | "Yeah!"                 | Usher featuring Lil Jon i Ludacris       | [ 22 ] |
| 3 kwietnia      | "Yeah!"                 | Usher featuring Lil Jon i Ludacris       | [ 23 ] |
| 10 kwietnia     | "Yeah!"                 | Usher featuring Lil Jon i Ludacris       | [ 24 ] |
| 17 kwietnia     | "Yeah!"                 | Usher featuring Lil Jon i Ludacris       | [ 25 ] |
| 24 kwietnia     | "Yeah!"                 | Usher featuring Lil Jon i Ludacris       | [ 26 ] |
| 1 maja          | "Yeah!"                 | Usher featuring Lil Jon i Ludacris       | [ 27 ] |
| 8 maja          | "Yeah!"                 | Usher featuring Lil Jon i Ludacris       | [ 28 ] |
| 15 maja         | "Yeah!"                 | Usher featuring Lil Jon i Ludacris       | [ 29 ] |
| 22 maja         | "Burn"                  | Usher                                    | [ 30 ] |
| 29 maja         | "Burn"                  | Usher                                    | [ 31 ] |
| 5 czerwca       | "Burn"                  | Usher                                    | [ 32 ] |
| 12 czerwca      | "Burn"                  | Usher                                    | [ 33 ] |
| 19 czerwca      | "Burn"                  | Usher                                    | [ 34 ] |
| 26 czerwca      | "Burn"                  | Usher                                    | [ 35 ] |
| 3 lipca         | "Burn"                  | Usher                                    | [ 36 ] |
| 10 lipca        | "I Believe"             | Fantasia                                 | [ 37 ] |
| 17 lipca        | "Burn"                  | Usher                                    | [ 38 ] |
| 24 lipca        | "Confessions Part II"   | Usher                                    | [ 39 ] |
| 31 lipca        | "Confessions Part II"   | Usher                                    | [ 40 ] |
| 7 sierpnia      | "Slow Motion"           | Juvenile featuring Soulja Slim           | [ 41 ] |
| 14 sierpnia     | "Slow Motion"           | Juvenile featuring Soulja Slim           | [ 42 ] |
| 21 sierpnia     | "Lean Back"             | Terror Squad                             | [ 43 ] |
| 28 sierpnia     | "Lean Back"             | Terror Squad                             | [ 44 ] |
| 4 września      | "Lean Back"             | Terror Squad                             | [ 45 ] |
| 11 września     | "Goodies"               | Ciara featuring Petey Pablo              | [ 46 ] |
| 18 września     | "Goodies"               | Ciara featuring Petey Pablo              | [ 47 ] |
| 25 września     | "Goodies"               | Ciara featuring Petey Pablo              | [ 48 ] |
| 2 października  | "Goodies"               | Ciara featuring Petey Pablo              | [ 49 ] |
| 9 października  | "Goodies"               | Ciara featuring Petey Pablo              | [ 50 ] |
| 16 października | "Goodies"               | Ciara featuring Petey Pablo              | [ 51 ] |
| 23 października | "Goodies"               | Ciara featuring Petey Pablo              | [ 52 ] |
| 30 października | "My Boo"                | Usher i Alicia Keys                      | [ 53 ] |
| 6 listopada     | "My Boo"                | Usher i Alicia Keys                      | [ 54 ] |
| 13 listopada    | "My Boo"                | Usher i Alicia Keys                      | [ 55 ] |
| 20 listopada    | "My Boo"                | Usher i Alicia Keys                      | [ 56 ] |
| 27 listopada    | "My Boo"                | Usher i Alicia Keys                      | [ 57 ] |
| 4 grudnia       | "My Boo"                | Usher i Alicia Keys                      | [ 58 ] |
| 11 grudnia      | "Drop It Like It's Hot" | Snoop Dogg featuring Pharrell            | [ 59 ] |
| 18 grudnia      | "Drop It Like It's Hot" | Snoop Dogg featuring Pharrell            | [ 60 ] |
| 25 grudnia      | "Drop It Like It's Hot" | Snoop Dogg featuring Pharrell            | [ 61 ] |